# Polskie Stronnictwo Ludowe – Porozumienie Ludowe
Polskie Stronnictwo Ludowe – Porozumienie Ludowe (PSL-PL) – polska prawicowa partia polityczna, wywodząca się z nurtu solidarnościowego, powstała na bazie komitetu wyborczego „Porozumienie Ludowe”, działająca w latach 1992–1999.

## Historia

### Porozumienie Ludowe i wybory w 1991
Komitet Wyborczy Ruch Ludowy „Porozumienie Ludowe” powstał przed wyborami parlamentarnymi w 1991. Został zorganizowany przez antykomunistyczne środowiska ruchu ludowego z wyjątkiem marginalnej „Ojcowizny” Romana Bartoszczego.
W skład komitetu weszły Niezależny Samorządny Związek Zawodowy Rolników Indywidualnych „Solidarność”, PSL „Solidarność” oraz Polskie Stronnictwo Ludowe (Mikołajczykowskie), grupujące część niedawnych działaczy PSL (wilanowskiego), skupionych wokół Henryka Bąka.
Przewodniczącym komitetu wyborczego został Józef Ślisz, wicemarszałek Senatu I kadencji. Listę ogólnopolską RL „PL” do Sejmu w 1991 otwierali:
- Gabriel Janowski,
- Ireneusz Niewiarowski,
- Henryk Bąk,
- Antoni Furtak,
- Kazimierz Rostek,
- Roman Wierzbicki,
- Wanda Sikora,
- Artur Balazs,
- Włodzimierz Sumara,
- Zbigniew Lech.

W głosowaniu komitet uzyskał 5,47% głosów, co przełożyło się na 28 mandatów poselskich i 7 senatorskich. W wyniku zawartych porozumień Henryk Bąk został wybrany na wicemarszałka Sejmu, a Józef Ślisz ponownie objął stanowisko wicemarszałka Senatu. Jednocześnie parlamentarzyści PSL „Solidarność” powołali odrębny klub parlamentarny, liczący 10 posłów i 2 senatorów.

### PSL-PL w parlamencie w latach 1992–1993
Na początku 1992 pozostali sygnatariusze komitetu utworzyli jednolite ugrupowanie pod nazwą Polskie Stronnictwo Ludowe – Porozumienie Ludowe, w ramach którego PSL-Mikołajczykowskie zachowało pewną autonomię. Na czele klubu parlamentarnego (który pozostał pod nazwą Porozumienie Ludowe) stanął Feliks Klimczak. Przewodniczącym partii, formalnie powołanej 8 marca, został Gabriel Janowski, pełniący tę funkcję przez cały okres funkcjonowania tego ugrupowania.
Ludowcy weszli w skład rządu Jana Olszewskiego (Gabriel Janowski objął resort rolnictwa), a następnie współtworzyli wielopartyjny gabinet Hanny Suchockiej. W jego ramach otrzymali ponownie tekę ministra rolnictwa (dla swojego lidera), a także ministra środowiska dla senatora Zygmunta Hortmanowicza. W skład rządu jako minister bez teki wszedł również senator Jerzy Kamiński.
Odwołanie w kwietniu 1993 z rządu Gabriela Janowskiego przez Hannę Suchocką doprowadziło do formalnego wyjścia PSL-PL z koalicji. Jednak podczas głosowania nad wotum nieufności jedynie pojedynczy posłowie tej partii opowiedzieli się przeciw rządowi.

### Lata 1993–1999
Na potrzeby przedterminowych wyborów parlamentarnych PSL-PL utworzyło własny komitet wyborczy, bezskutecznie prowadząc uprzednio rozmowy koalicyjne m.in. ze Zjednoczeniem Chrześcijańsko-Narodowym. Jednocześnie grupa działaczy partii (m.in. Andrzej Łuszczewski, Janusz Byliński) zasiliła tworzony przez Lecha Wałęsę Bezpartyjny Blok Wspierania Reform.
Listę ogólnopolską PSL-PL otwierali Gabriel Janowski, Henryk Bąk, Marian Dembiński, Leszek Dziamski i Jerzy Chróścikowski. W głosowaniu partia uzyskała 2,37% głosów, nie przekraczając wynoszącego 5% progu wyborczego do Sejmu. Zdobyła jednak jeden mandat senatorski (Józef Frączek), do Senatu weszła także kandydatka NSZZ „Solidarność” RI (Jadwiga Stokarska). Związkowcy z rolniczej „S” zrezygnowali wkrótce z bliższej współpracy z partią Gabriela Janowskiego, wspierając inicjatywy polityczne Jana Olszewskiego.
W kolejnych latach ludowcy brali udział w szeregu inicjatyw politycznych integrujących pozaparlamentarną prawicę. Weszli w skład Przymierza dla Polski i Konwentu Świętej Katarzyny. W 1995 popierali ubiegającego się o reelekcję Lecha Wałęsę w wyborach prezydenckich.
Rok później współtworzyli Akcję Wyborczą Solidarność, w ramach której w wyborach w 1997 PSL-PL uzyskało trzy mandaty poselskie (Gabriel Janowski, Leszek Dziamski i Zbigniew Rynasiewicz) oraz jeden senatorski (Józef Frączek). 15 stycznia 1999 kongres partii podjął decyzję o jej samorozwiązaniu i wejściu w skład Ruchu Społecznego AWS, co zakończyło samodzielną działalność tego ugrupowania.